# Tipula lithostrota
Tipula lithostrota là một loài ruồi trong họ Ruồi hạc (Tipulidae). Chúng phân bố ở vùng Indomalaya.